# Gänsemarkt (metrostation)
Gänsemarkt is een metrostation in het stadsdeel Neustadt van de Duitse stad Hamburg. Het station werd geopend op 31 mei 1970 en wordt bediend door lijn U2 van de metro van Hamburg.